# Ș
Ș ș (S con virgola) è una lettera che fa parte dell'alfabeto rumeno, usato per rappresentare il suono della lingua rumena /ʃ/, la fricativa postalveolare sorda (simile al sc in pesce).

Disegno della virgola (riga superiore) e cediglia (riga inferiore) nel carattere Times New Roman.

Questa lettera non faceva parte delle prime versioni di Unicode, in cui Ş (S-cediglia) veniva usato nei testi digitali in rumeno. La S con la virgola è stata introdotta solo con l'Unicode 3.0 su richiesta dell'ente nazionale rumeno per gli standard, ma i computer che hanno un sistema operativo precedente a Windows XP non hanno font compatibili. Per questo motivo molti testi rumeni usano ancora adesso la S-cediglia (o anche la S), nonostante le raccomandazioni a passare dalla cediglia alla virgola.